# Política de Porto Rico
Política de Porto Rico se refere a situação política de Porto Rico, um país cuja forma de governo é uma república democrática que está sob a jurisdição e soberania dos Estados Unidos da América como um território organizado não incorporado.
Em 6 de novembro de 2012, o povo de Porto Rico optou, por meio de um referendo, ou seja optaram por uma forma de consulta popular sobre um assunto de grande relevância, no qual o povo manifesta-se contra a lei no caso foi fazer parte integral do território dos Estados Unidos como o 51º estado da União.
Ricardo Rosselló do Partido Novo Progressista de Porto Rico (PNP) foi governador de Porto Rico até 2019. Ele apoia transformar Porto Rico no 51º Estado americano. 
Em 2020, a maioria dos cidadãos porto-riquenhos votou a favor da ilha se tornar o 51º estado dos norte-americano.

## Principais partidos políticos
- partido juridico
- reuniao de obras
- Partido Independentista Portorriquenho
- Partido Verde